# Stara Osota
Stara Osota (ukr. Стара Осота) – wieś w Ukrainie, w obwodzie kirowohradzkim, w rejonie kropywnyckim, w hromadzie Ołeksandriwka, nad rzeką Osotianka (dawniej Osota), prawym dopływem Tiasmyny.
Wieś położona 30 wiorst na zachód do Czehrynia. W połowie XVIII w. miejscowość była zwana Kajetanówką od imienia ówczesnego właściciela księcia Jana Kajetana Jabłonowskiego (1699-1764). Należała również do Bielińskich i Sobańskich. Dawniej słynęła z wody żelaznej mającej właściwości lecznicze. Około 1840 w trakcie naprawy grobli znaleziono tu szkielety: ludzi i koński, przedmioty związane z uzbrojeniem oraz dwa guzy (guziki) złote w kształcie urn, dwa pierścienie i posążek Priapa z brązu. Pod koniec XIX w. we wsi funkcjonowała fabryka cukru wybudowana przez właściciela miejscowości gubernatora Iwana Fundukleja (1799-1880).
Do 2021 w rejonie ołeksandriwskim.